# Ausburger
Ausburger oder Ausbürger, gleichbedeutend mit Pfahlburger, ist ein Begriff aus dem mittelalterlichen Stadtrecht. Er bezeichnete Personen, die Bürgerrecht besaßen, ohne im städtischen Rechtsbezirk ansässig zu sein.

## Definition
Eine einheitliche Definition des Begriffs „Ausburger“ aus dem Mittelalter gibt es nicht. Was im Einzelnen darunter verstanden wurde, war von Region zu Region, von Ort zu Ort verschieden. Eine Analyse der Quellenkontexte, in denen er verwendet wurde, lässt aber folgende allgemeine Begriffsbestimmung zu: 

„[Ausburger sind] alle diejenigen Angehörigen der ländlichen Bevölkerung […], welche zu einem Landes- oder Grundherrn in irgend einem Abhängigkeitsverhältnis, sei dies nun landesherrliche, grund- oder leibherrliche Abhängigkeit, standen und trotzdem zu einer Stadt in bürgerrechtliche Beziehungen traten.“

In den mittelalterlichen Quellen existieren verschiedene Begriffe für die Ausburgerschaft. Sachlich identisch ist der sogenannte Pfahlburger, der sich etymologisch möglicherweise von „Falsch-Bürger“ herleiten lässt. Die in der älteren Forschung kursierende Meinung, wonach Pfahlburger „vor den Stadtpfählen, also in der Vorstadt wohnten“ und also von den eigentlichen Ausburgern zu unterscheiden seien, hält einer genaueren Quellenanalyse nicht stand und wird von der neueren Forschung nicht mehr vertreten. Es gibt aber vereinzelte Zeugnisse, die eine andere Unterscheidung treffen: so wurden auf dem Nürnberger Reichstag 1431 von den Städten unter Pfahlburgern unfreie, hingegen unter Ausburgern freie (z. B. adlige) Landsässige mit Bürgerrecht verstanden. Lateinisch werden Ausburger cives falsi oder cives non residentes genannt, im französischen Sprachraum waren die Begriffe bourgeois forain bzw. bourgeois externe gebräuchlich, in Italien sprach man von borghesi esterni, in den Niederlanden von buitenpoorters.
In weiten Teilen des Münsterlandes spricht man auch mundartlich von Poahlbürger/Poalbürger (Siehe auch: Schnadegang).

## Geschichte
Der Begriff taucht im deutschen Sprachraum im frühen 13. Jahrhundert auf. Es ist davon auszugehen, dass auch die Sache selbst seit ungefähr derselben Zeit von den Städten praktiziert wurde. Das Ausburgerwesen sollte fortan bis in die frühe Neuzeit hinein ein dauernder Streitpunkt mit den die Städte umgebenden Landesherrschaften bleiben, weil diese ihre Rechtshoheit durch die Existenz von Ausburgern auf ihren Gebieten untergraben sehen mussten. Die meisten Quellen, die über das Ausburgerwesen erhalten sind, sind im Zusammenhang solcher Konflikte entstanden.
Mit regionalen und lokalen Verboten ebenso wie über Vergleiche mit den Städten selbst versuchten die Landesherren immer wieder, das Ausburgerwesen zu beseitigen oder zumindest einzuschränken, jedoch ohne dauerhaften Erfolg. Im Reich erließen die spätmittelalterlichen Kaiser und Könige im landesherrlichen Interesse zahlreiche Ausburgerverbote (unter anderem in der Goldenen Bulle von 1356), die jedoch nie flächendeckend durchgesetzt werden konnten: Einerseits reichte dazu die Königsmacht im Spätmittelalter nicht mehr aus, andererseits hatte das Königtum auch kein echtes Interesse daran, die Landesherren auf Kosten der Reichsstädte dauerhaft zu stärken. Für Frankreich und die Niederlande lässt sich hingegen zeigen, dass Könige und Territorialherren das Ausburgerrecht teilweise dazu benutzten, einen direkteren Herrschaftszugriff auf ihre Untertanen (unter Umgehung der landesherrschaftlichen Ebene) zu erlangen.
Die Interessen der Städte an der Annahme von Ausburgern sind nicht völlig klar. Als Mittel einer eigenständigen städtischen Territorialpolitik – wie die Forschung meist unterstellt hat – war sie weitgehend ohne Nutzen, weil durch sie meist nur Rechtsansprüche auf Personen, nicht aber auf das Land selbst angemeldet werden konnten. Die Kontrolle der außerhalb des eigentlichen städtischen Herrschaftsbereichs lebenden Ausburger war schwierig, ebenso das Eintreiben von Steuern. Sanktionsinstrumente fehlten weitgehend. In diesem Zusammenhang sind auch die zahlreichen Versuche der Städte zu sehen, die Ausburgeraufnahme an teilweise sehr restriktive Bedingungen zu knüpfen, von der Einforderung eines Udel (Bern) oder anders genannten Zinses über den Erwerb von Grund- oder Hausbesitz in der Stadt bis hin zu Verpflichtungen, während bestimmter Fristen (üblicherweise im Winter) in der Stadt Wohnsitz zu beziehen.